# رنه سارویل
رنه سارویل (فرانسوی: René Sarvil‎; ۱۸ ژانویهٔ ۱۹۰۱ – ۳۱ مارس ۱۹۷۵) هنرپیشه اهل فرانسه بود.
از فیلم‌ها یا برنامه‌های تلویزیونی که وی در آن نقش داشته‌است می‌توان به دو خواهر، ناپلئون، و سه ملوان اشاره کرد.